# Dinastía lisimáquida
La dinastía lisimáquida fue una casa noble del Reino de Macedonia fundada por Lisímaco, uno de los diádocos, los generales que sucedieron a Alejandro Magno y lucharon por repartir su imperio. De ser soberanos de Macedonia, Tracia y gran parte de Asia Menor, rápidamente perdieron el poder y huyeron al exilio, pasando a gobernar un pequeño feudo en Telmeso, Licia, por tres generaciones.

## Historia

### Reino de Lisímaco
Lísimaco fue hijo de Agatocles, un tesalio de Cranón que consiguió la ciudadanía macedonia, gracias a lo cual su hijo se crio en Pela. Tuvo como hermanos a Filipo, Autódico y Alcímaco. Probablemente en su juventud se unió a los somatophylakes (guardaespaldas) de Filipo II. Posteriormente sirvió también a Alejandro Magno durante su conquista del Imperio aqueménida.
En 324 a. C., probablemente participó de las bodas de Susa, tomando alguna noble persa como esposa, aunque seguramente la repudió al morir el rey. Un año después fue nombrado estratego (no sátrapa) de Tracia y tiempo después se casó con Nicea, hija del regente Antípatro. En 306 o 305 a. C. reclamó el título de basileos o rey, siguiendo a la extinción de los argéados al ser asesinado Alejandro IV. Respecto de sus dominios, además de Tracia, en 301 a. C., después de su victoria en Ipsos, se hizo con el control de gran parte de Asia Menor, y en 288 a. C. conquistó Macedonia, haciéndose con el total control del reino (y de Tesalia) dos años después.
Por su parte, Alcímaco tuvo un hijo de igual nombre que fue funcionario del reino macedonio al igual que él y sería abuelo de un tal Lisipo.

### Descendientes
Se sabe que Lisímaco se casó con la ya mencionada Nicea, Amastris de Heraclea Póntica y Arsinoe II, hija de Ptolomeo I Sóter. Con la primera tuvo un hijo llamado Agatocles y tres hijas: Eurídice, consorte de Antípatro II; Arsínoe I, consorte de Ptolomeo II Filadelfo; y una hija de nombre desconocido y casada con Dromiquetes, rey de los getas. Ya viudo, se volvió a casar con la adolescente Arsinoe II hacia el año 300 a. C., con quien tuvo a Ptolomeo Epígonos, Lisímaco y Filipo. También tuvo un hijo llamado Alejandro con una concubina odrisia llamada Macris.
Su caída comenzó en 282 a. C., cuando las conspiraciones de Arsínoe II llevaron a que el rey ejecutara a su hijo Agatocles como traidor. Esto hizo que su nuera, Lisandra, huyera a Babilonia para pedir ayuda a Seleuco I Nicátor, comenzando una guerra. Arsínoe II deseaba que su hijo mayor, Ptolomeo, se volviera el sucesor de su padre.
En 281 a. C., Seleuco venció y dio muerte a Lisímaco en Corupedio, anexándose Asia Menor, pero no disfrutó de su victoria por ser asesinado por Ptolomeo Cerauno, hijo de Ptolomeo I que huyó al exilio con Lisímaco, quien aprovechó el vacío de poder para coronarse rey de Macedonia. En el proceso asesinó a los príncipes Lísimaco y Filipo, ambos aún adolescentes, en frente de su madre, a quien exilió a Egipto. El príncipe Alejandro, su cuñada Lisandra y los hijos de Agatocles desaparecen de los registros en esos momentos.

### Exilio
Solamente sobrevivió Ptolomeo Epígonos, hijo de Lisímaco y Arsínoe II, quien intentó recuperar el trono de su padre con ayuda iliria, pero fue vencido por Cerauno, y después que este último fue vencido y muerto por los celtas, hacia 278 a. C., nuevamente intentó recuperar el trono y fracasó. Finalmente, gracias a que su madre se casó con su propio hermano, Ptolomeo II, el príncipe exiliado recibió muchas tierras en Licia, según indica una inscripción del 257 a. C., formando un feudo propio al gobernar los territorios vecinos. Pronto controló la capital regional, Telmeso, que se volvió su baluarte familiar. Todo parece indicar que fundó su propia dynasteia, aunque como vasallos que gobernaban en nombre de los reyes egipcios, como Ptolomeo II o su hijo Ptolomeo III Evergetes. Aunque Ptolomeo Epígonos produjo sus propias monedas donde se legitimaba usando la figura de su padre y logró transferir su posición a su hijo y nieto, básicamente eran semiautónomos.
Su hijo Lisímaco II mantuvo el mismo vasallaje, pero al declinar el poder egipcio con la muerte de Ptolomeo III en 222 a. C., su familia intentó conseguir su independencia y mantuvieron buenas relaciones con el seléucida Antíoco III Megas. Cuando murió fue sucedido por el hijo que tuvo con una mujer griega desconocida, Ptolomeo II. En 193 a. C., la joven hija de Ptolomeo II, Berenice, fue nombrada sacerdotisa del culto a Laódice III, esposa de Antíoco III, mientras que permitió el asentamiento de mercenarios kardakios cerca de su ciudad, por lo que fue compensado en dinero. En la paz de Apamea, de 188 a. C., la posición de Ptolomeo II fue respetada, aunque pasó a ser vasallo de Eumenes II, rey atálida de Pérgamo. Posiblemente tal supervivencia se debió a que durante el conflicto habría cambiado de bando y apoyado a la República romana. Los registros también indican que siguió manteniendo sus propiedades personales. Sin embargo, al no transmitir su posición a algún descendiente parece ser que ya no controlaba Telmeso, quizás se lo había arrebatado Eumenes II o incluso lo perdió antes a manos de Antíoco III. Esto marcaría el fin de su dinastía.
Lisímaco II tuvo un hermano menor llamado Epígono, quien fue padre de un príncipe llamado Antípatro que representó a su familia al negociar la paz de Apamea. Este último fue padre un tal Epígono, nombrado en honor de su abuelo.